# Kopalnia Węgla Kamiennego Prezydent
Kopalnia Węgla Kamiennego Prezydent (w latach 1937-1939: Prezydent Mościcki, 1939-1945: niem. Königsgrube Ostfeld ) – kopalnia węgla kamiennego, która znajdowała się w Chorzowie. Działała jako samodzielny zakład od 1932  do 1972 roku , później stanowiła rejon Prezydent Kopalni Węgla Kamiennego Polska (później Polska-Wirek), czynny do 1 lipca 1995 roku .

## Historia
Kopalnia węgla kamiennego Król była podzielona na cztery pola wydobywcze: Pole Północne, Południowe, Wschodnie i Zachodnie.
W 1922 roku Pole Wschodnie nazwano Król – Święty Jacek (z szybami Świętego Jacka I i II), a Pole Południowe: Król Piast (z szybami Piast I i II).
1 grudnia 1928 roku unieruchomiono szyby Piast w związku z wyczerpaniem złóż węgla, a pole kopalni Król Piast zostało włączone do kopalni Król – Święty Jacek.
W 1932 roku Skarboferme zakończyło przebudowę kopalni .
W latach 1929–1933 powstał nowy szyb o początkowej nazwie Jacek III, później przemianowany na Prezydent Mościcki. Po wyłączeniu z eksploatacji szybów Świętego Jacka I i II, 15 lutego 1937 roku zmieniono nazwę kopalni na Prezydent Mościcki od nazwy szybu; zakład należał wówczas do spółki Skarboferm .
Kopalnia Prezydent obejmowała zatem Pola Wschodnie i Południowe kopalni Król, stanowiła jednak samodzielną jednostkę ; podział na kilka zakładów górniczych wynikał z dużego obszaru górniczego kopalni Król. 
W czasie II wojny światowej kopalnia nazywała się Königsgrube Ostfeld i była własnością koncernu Hermann Göring .
24 stycznia 1945 roku kopalnia została odbita przez wojska sowieckie spod okupacji hitlerowskiej. 
Od 1945 roku kopalnia przyjęła nazwę Prezydent i została włączona do Chorzowskiego Zjednoczenia Przemysłu Węglowego .
1 kwietnia 1957 roku kopalnia przeszła pod zarząd Katowickiego Zjednoczenia Przemysłu Węglowego  W 1972 roku została połączona z kopalnią Polska pod wspólną nazwą Polska , później Polska-Wirek, gdzie funkcjonowała jako rejon Prezydent .
Działalność wydobywcza w rejonie Prezydent została zakończona oficjalnie 1 lipca 1995 roku . Część budynków pokopalnianych rozebrano, pozostały między innymi budynki: dyrekcji, starej sali zbornej i kasyna dla kadry, dawnego domu mieszkalnego sztygarów, kopalnianej straży pożarnej, magazynu skroplonego powietrza (później tzw. łaźnia nowa) oraz nowego kasyna.

## Wieża wyciągowa szybu Prezydent

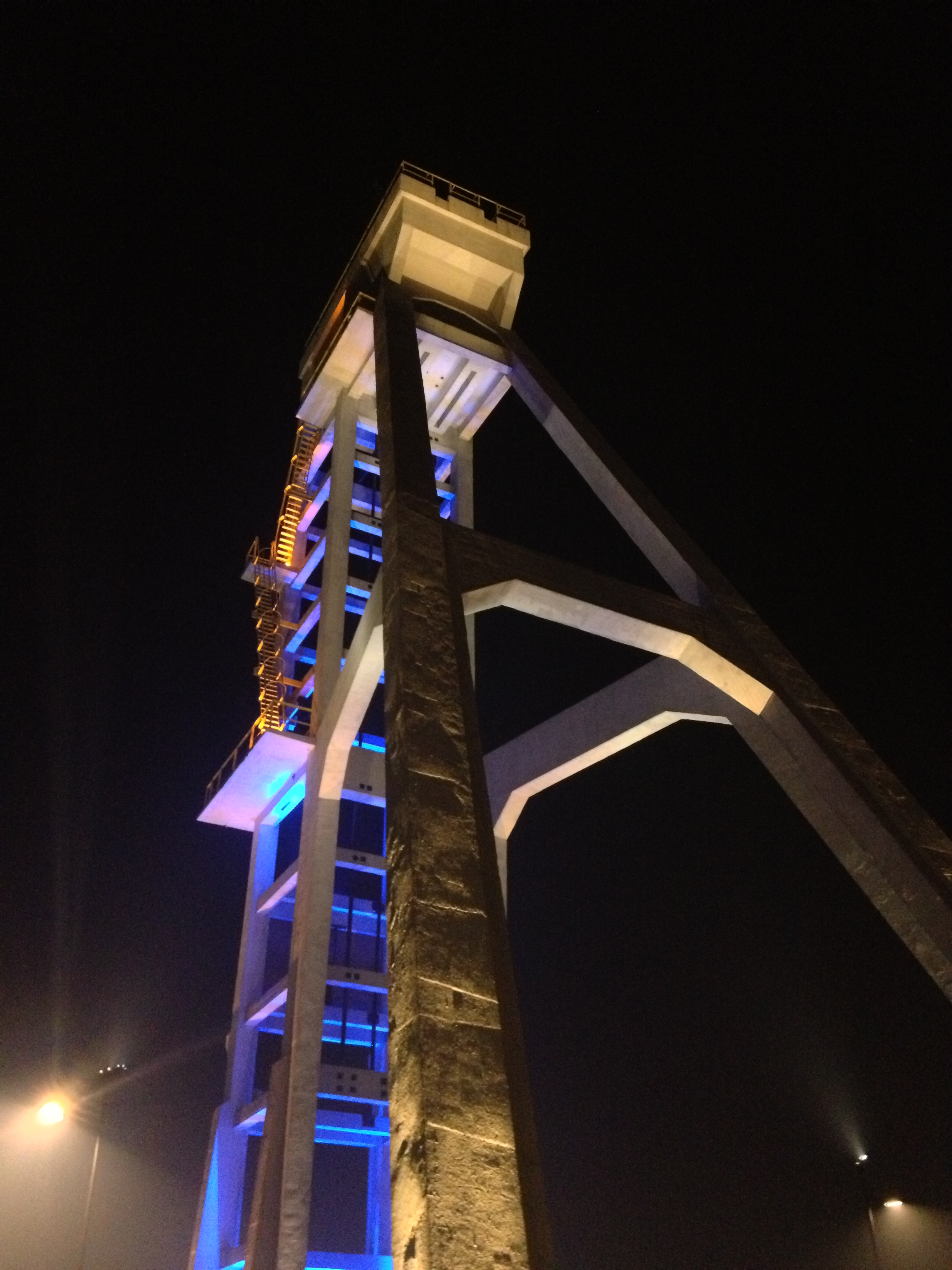
Wieża szybowa podświetlona w nocy

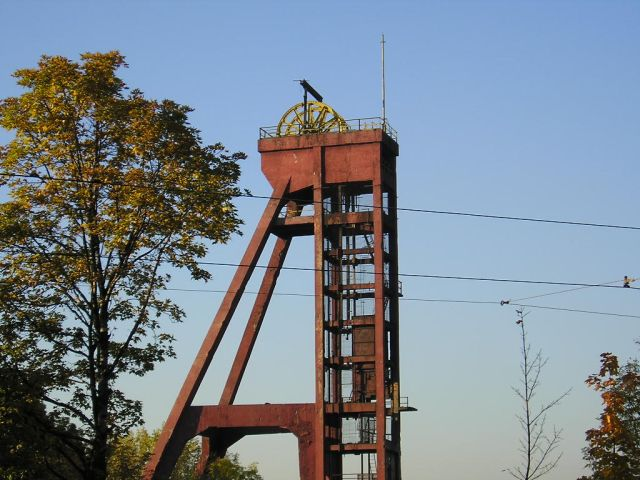
Wieża wyciągowa szybu Prezydent (stan przed 2009)

W 1931 roku inżynier Ryszard Heileman z Katowic zaprojektował zespół obiektów dla nowego szybu: wieżę szybową w stylistyce funkcjonalizmu , budynek maszyny wyciągowej, budynek sortowni węgla. Obiekty wzniesiono w 1933 roku. Budynki sortowni i maszyny wyciągowej po likwidacji kopalni zostały zdewastowane i rozebrano je w 1996 roku. Sama wieża ma, przy zachowaniu tradycyjnego kształtu wieży jednozastrzałowej, konstrukcję żelbetową, co odróżnia ją od innych wież szybowych.
Wieża szybowa ma 42,5 metra wysokości, dwa zachowane koła linowe o średnicy 5.5 metra, umieszczone w stosunku do siebie równolegle. Miała dwa skipy o pojemności 8 ton. Do napędu użyto maszyny wyciągowej z silnikiem elektrycznym zasilanym prądem elektrycznym o napięciu 6 kV i o 490 obrotach na minutę. W ciągu godziny transportowano do 320 ton urobku (40 cykli).
Wieża wyciągowa przestała być wykorzystywana w latach 90. XX wieku .
W 2008 roku miasto Chorzów odkupiło wieżę wyciągową szybu Prezydent  i wpisało ją do rejestru zabytków. W 2009 dokonano jej remontu, a w 2010 teren dookoła wieży uporządkowano, zaś sama wieża została podświetlona. 4 listopada 2010 wieża została wpisana na listę Szlaku Zabytków Techniki.